# Port des pêcheurs
 (mars 2013).
Le port des pêcheurs est un port de la commune française de Meillerie. Il a été construit afin de transporter les pierres des carrières de Meillerie vers les villes bordées par le lac Léman. 

## Historique
Le XIXe siècle voit le développement des carrières de Meillerie à la suite d'une très forte demande de pierre stimulée par la croissance urbaine. Il est alors nécessaire de créer des logements pour la population et de faire des bâtiments publics. C’est le cas pour Lausanne ou encore Genève, comme la gare de Cornavin, réalisée avec les pierres des carrières de Meillerie. André Guex (un passionné de navigation, d’origine suisse) dit que « Meillerie et ses barques ont façonné Genève, lui donnant son visage et sa couleur ».[réf. nécessaire]
Les barques du Léman et le lac ont un rôle essentiel dans l'acheminement des pierres de Meillerie vers les villes lémaniques, puisque c'est le moyen de transport choisi notamment car c'est une zone franche sans exonération de charges fiscales, que les routes sont encore peu développées, et que les voies ferroviaires n'existent pas à cette époque. 
C'est pour cela que la municipalité ainsi que le patron des carrières et des barques décident en 1876 de construire un port pour les barques, afin de garantir et de faciliter l'exploitation et la commercialisation de la pierre.
La quantité de pierre qui a circulé sur le lac représente 50 % du trafic[pas clair]: avec les pierres extraites durant l'exploitation des carrières de Meillerie, on pourrait entourer le lac Léman d'une muraille de deux mètres de haut pour 50 cm de large[réf. souhaitée].

## Les bacounis
Les « bacounis », mariniers chargés du transport de la pierre (aussi connus sous le nom de bateliers), représentent les « élites » du lac, qu'ils connaissent mieux que personne puisqu'ils peuvent effectuer jusqu'à 80 voyages aller-retour par an. Leur travail nécessite de réelles compétences, que ce soit pour la navigation, ou le chargement de la pierre qui s'effectue à l'aide d'une brouette qui traverse un plateau de quelques centimètres de large reliant le port à la barque. Le poids d'une brouette remplie de pierres est d'environ 250 kg : il est nécessaire d'être agile et prudent afin de ne pas la faire tomber à l'eau. 
Leurs conditions de vie et de travail sont quant à elles très difficiles : ils travaillent environ 15 h par jour entre le chargement des pierres, la navigation puis le déchargement. Ils peuvent se reposer uniquement durant une partie du trajet qui représente environ dix à douze heures pour le trajet de Meillerie à Genève, à condition qu’il y ait du vent, sinon ils doivent tracter les barques à la rame ou les tirer avec une corde depuis le chemin de halage : le trajet peut alors durer plusieurs jours. Ils doivent également trouver un travail durant les quatre mois d’hiver durant lesquels les barques ne naviguent pas.
Les bacounis restent connus pour avoir été de grands buveurs : la moitié de l'argent gagné pour un voyage est dépensée pour l'alcool, soit deux à trois litres de vin et d'absinthe par personne.

## Les barques
Le terme de barque du Léman n'a pas le même sens qu'aujourd'hui : en effet ce ne sont pas de petits bateaux, mais au contraire elles peuvent faire jusqu'à trente mètres de longueur.
Ce sont des engins très efficaces et perfectionnés, d'origine génoise[réf. souhaitée], c'est-à-dire à proue relevée avec deux voiles triangulaires, qui servent essentiellement aux transports des produits lourds. 
La Bourgogne, construite en 1906 à Meillerie est la plus grande barque lémanique jamais construite sur le lac, avec quatre mâts, et qui pesait 75 tonnes. Elle pouvait transporter jusqu'à 225 tonnes de pierre. Après la fermeture des carrières, elle fut réaménagée pour faire des excursions touristiques mais fut coulée par les Allemands lors de la Seconde Guerre mondiale[réf. souhaitée].

## Déclin
Cette activité subit un déclin à compter des années 1870 avec l'opposition des bateliers à l'introduction de moteurs sur les barques. Ils luttent jusqu'en 1910 : la route et le train deviennent également des moyens de transport plus rentables mais aussi et surtout, le béton, moins cher, remplace nombre de constructions de pierre.

## Mise en valeur du patrimoine
Afin de sauvegarder ce patrimoine local, un projet a été mis en place en 1980 (par un enseignant d’Évian), à travers l’association Les mémoires du Léman, pour construire à l’identique l’une de ces anciennes embarcations. Celui-ci aboutit en 2000 : la barque est nommée La Savoie et elle offre la possibilité aux visiteurs de naviguer à son bord.